# Гриненко Віктор
Гриненко Віктор (1 липня 1915, Піза) — український архітектор. Вважав себе учнем київського аріхтектора Миколи Шехоніна.

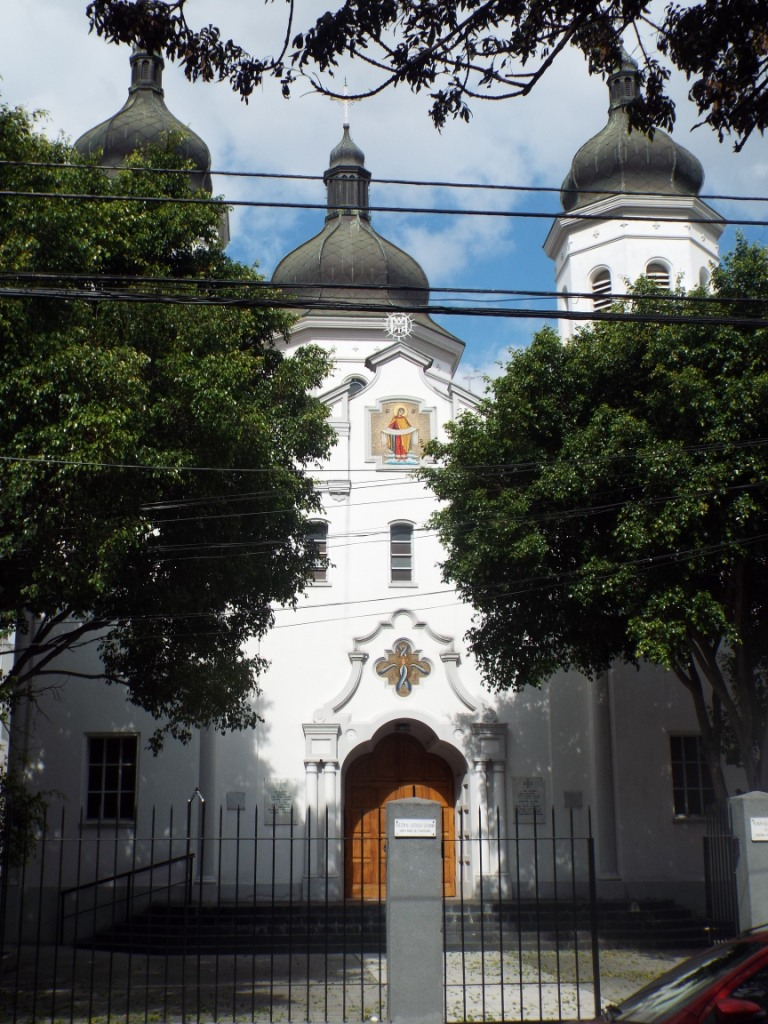
Кафедральний собор Покрови в м. Буенос-Айрес. Спроєктований В. Гриненком

Народився в Італії в місті Піза. Син Івана Гриненка (1882—1952), агронома з Чернігівщини, емігранта до Італії ще в 1906 р. Іван Гриненко довго працював як науковець у Міжнародному інституті хліборобства в Римі, писав в італійський пресі статті про українські справи. 1939 року закінчив університет у Римі, а 1970 року — університет у Ла-Платі. Від 1948 року жив в Аргентині.
Член Спілки українських інженерів в Аргентині. Член журі конкурсу на пам'ятник Шевченкові в Буенос-Айресі (1969).
Роботи
- Греко-католицький кафедральний храм у Буенос-Айресі (1961—1964, співавтор Юрій Шульмінський).[6]
- Покровський собор УАПЦ в Буенос-Айресі (1973—1980).[3]
- Церква святого Андрія в місті Вілла-Караса (1984—1988).[3]
- Каплиці на українському кладовищі в місті Монте-Гранде.[3]